# Francisco Antonio Docal Nates
Francisco Antonio Docal Nates (Laredo, 7 de desembre de 1945) fou un futbolista espanyol de les dècades de 1960 i 1970.

## Trajectòria
Es formà al futbol base del CD Laredo, passant a l'equip amateur, amb el qual jugà a tercera divisió. La seva facilitat golejadora el portaren a fitxar pel Racing de Santander, a segona divisió, i a continuació al Reial Valladolid, a la mateixa categoria. Al cap de tres temporades, el 1970, marxà a Mèxic per jugar al CD Oro. El febrer de 1971 fou fitxat pel RCD Espanyol, per acabar la temporada, arribant a disputar set partits de lliga. La campanya 1971-72 fou cedit a l'Hèrcules CF d'Alacant, que jugava a segona. Els seus darrers clubs foren el Racing de Santander, segona etapa, i el Deportivo Alavés.
El seu germà Juan Ramón Docal Nates també fou un destacat futbolista.